# 気象防災監
気象防災監（きしょうぼうさいかん）は、気象庁に設置されている職の一つ。2020年10月の組織改編で新設された局長級のポストで、気象庁次長に並ぶ気象庁ナンバー2のポスト。
長官を助け、重大な災害の予防に係る気象業務に関する事務を整理することを任務としており、専門家集団を代表して首相官邸に情報を伝えることも想定している。

## 歴代気象防災監
| 代 | 氏名       | 就任日        | 退任日        | 就任前の役職       | 退任後の役職等 |
| -- | ---------- | ------------- | ------------- | ------------------ | -------------- |
| 1  | 長谷川直之 | 2020年10月1日 | 2021年1月5日  | 気象庁予報部長     | 気象庁長官     |
| 2  | 木俣昌久   | 2021年1月5日  | 2022年3月31日 | 大阪管区気象台長   | 定年退職       |
| 3  | 大林正典   | 2022年4月1日  | 2023年1月5日  | 気象庁大気海洋部長 | 気象庁長官     |
| 4  | 森隆志     | 2023年1月5日  | 2024年1月17日 | 気象庁大気海洋部長 | 気象庁長官     |
| 5  | 野村竜一   | 2024年1月17日 | 2025年1月17日 | 気象庁付           | 気象庁長官     |
| 6  | 室井ちあし | 2025年1月17日 | 現職          | 気象庁大気海洋部長 |                |